# 화원유원지
화원유원지는 대한민국 대구광역시 달성군 화원읍 성산리에 위치한 유원지이다. 내부에는 화원 동산과 사문진 역사 공원이 있다 SBS 드라마 「괜찮아 사랑이야」의 촬영 장소이기도 하며, 주변에는 현풍 석빙고, 비슬산 자연 휴양림, 마비정 벽화 마을, 비슬산 참꽃 군락지, 유가사 등의 관광지가 있다.

## 역사
화원유원지는 신라 시대부터 유명한 아름다운 동산으로, 신라 경덕왕이 꽃을 감상한 장소라 하여 상화대(賞花臺)라 불렸다. 신라 시대에 축조된 토성과 고분군이 있으며, 조선 시대에는 봉수대가 있어 성주 덕산의 봉수를 받아 마천산 봉수에 응하였다.
일제 강점기였던 1940년에는 대구 시립 공원으로 운영되었고, 1978년에 '화원 동산'으로 이름이 바뀌었다. 주류 회사 금복주가 1993년 대구직할시에 이 동산을 기부 채납하였고, 2015년부터 관리권이 대구광역시에서 달성군으로 이전되 현재까지도 달성군시설공단에서 유원지를 관리하는 중이다. 또한, 2013년에 사문진 역사 공원이 조성되어 현재까지 유지되고 있다.

## 시설[3]

### 1. 화원유원지
화원유원지는 다양한 편의시설과 자연 공간으로 구성되어 있다. 주요 시설로는 관리 사무소, 쉼터(작은 도서관), 야생화 식재지, 동물원, 만남의 광장, 송사정, 전망대(매점 포함), 필승 기원비, 포토 존, 월남 참전 기념비, 화원정, 큰 잔디 광장, 당나무 광장, 수영장, 주차장, 화장실 등이 있다.

### 2. 화원 동산
화원 동산은 화원유원지의 중요한 부분으로, 전체 면적은 185,370㎡에 달하며 동물원, 다람쥐 및 토끼 방사장, 연못, 주차장, 잔디 광장, 전망대, 물놀이장 등이 있다. 모감주나무와 같은 천연 보호림을 포함해 19,906그루의 나무가 자라고 있기도 한다.

### 3. 사문진 역사 공원
사문진 역사 공원은 화원유원지의 또 다른 주요 시설로, 전체 면적 8,856㎡에 주막촌, 주막 카페, 기념비, 계류장(나루터) 등이 조성되어 있다. 사문진의 옛 정취를 간직하고 있다.